# 2014年亞洲沙灘運動會中華台北代表團
2014年亞洲沙灘運動會於2014年11月14日至11月21日在泰國普吉島舉行，中華民國（台灣）以“中華台北”名义參加本屆賽事。

## 獎牌項目
| 比賽項目 | 金牌 | 銀牌 | 銅牌 | 總數 |
| 克拉術   | 1    | 2    | 1    | 4    |
| 極限運動 | 1    | 1    | 3    | 5    |
| 沙灘籃球 | 1    | 0    | 0    | 1    |
| 沙灘木球 | 0    | 3    | 2    | 5    |
| 沙灘手球 | 0    | 1    | 0    | 1    |
| 鐵人三項 | 0    | 1    | 0    | 1    |

## 沙灘籃球
- 黃柔甄、羅蘋、蘇怡菁、陳亭安：女子團體3x3（ 金牌）

## 沙灘手球
- 朱裘恩、賈凌慧、陳映茹、陳怡伶、陳德蓉、林亞靖、楊雅婷、蔡紫瑄、許麗萍、黃瑋容：女子團體（ 銀牌）

## 沙灘排球
- 阮上軒、王進如：男子團體（第17名）
- 顧乃涵、張雅筑：女子團體（第5名）

## 沙灘木球

### 男子組
- 蕭家宏：男子個人桿數賽（第7名）
- 洪嘉澤：男子個人桿數賽（第8名）
- 林信成：男子個人桿數賽（未晉級）
- 黃明定：男子個人桿數賽（未晉級）
- 何勝輝：男子個人桿數賽（未晉級）
- 李貴昌：男子個人桿數賽（未晉級）
- 范弘昌：男子球道個人賽（未晉級）
- 徐國展：男子球道個人賽（未晉級）
- 林信成、黃明定、何勝輝、蕭家宏、洪嘉澤、李貴昌：男子團體桿數賽（ 銀牌）
- 范弘昌、徐國展、林祐賢、黃凱合：男子團體球道賽（ 銀牌）

### 女子組
- 江方瑀：女子個人桿數賽（ 銅牌）
- 蔡依庭：女子個人桿數賽（第5名）
- 鍾璧如：女子個人桿數賽（第6名）
- 洪瑜鎂：女子個人桿數賽（第7名）
- 簡嫚均：女子個人桿數賽（未晉級）
- 王錦足：女子個人桿數賽（未晉級）
- 吳芷涵：女子球道個人賽（未晉級）
- 林詩純：女子球道個人賽（未晉級）
- 江方瑀、洪瑜鎂、鍾璧如、簡嫚均、蔡依庭、王錦足：女子團體桿數賽（ 銀牌）
- 吳芷涵、林詩純、葉珈妤、李婷芳：女子團體球道賽（ 銅牌）

## 現代五項
- 何紹維：男子個人（第7名）
- 劉燊鴻：男子個人（第13名）
- 王莉婷：女子個人（第14名）
- 林晏蓴：女子個人（第15名）
- 何紹維、王莉婷：混合接力（第11名）
- 劉燊鴻、林晏蓴：混合接力（第12名）

## 鐵人三項

### 鐵人二項組
- 徐培嚴：男子個人（第14名）
- 謝昇諺：男子個人（第15名）
- 黃于嫣：女子個人（第9名）
- 張嘉家：女子個人（第10名）
- 謝昇諺、徐培嚴、張嘉家、黃于嫣：混合接力（ 銀牌）

### 鐵人三項組
- 謝昇諺：男子個人（第14名）
- 徐培嚴：男子個人（第22名）
- 張嘉家：女子個人（第7名）
- 黃于嫣：女子個人（第9名）
- 謝昇諺、徐培嚴、張嘉家、黃于嫣：混合接力（第5名）

## 極限運動

### 極限單車組
- 鄭喬鴻：
  - 跳高賽（ 金牌）
  - 最佳技巧賽（ 銅牌）
  - 公園賽（第5名）
- 李運益：
  - 公園賽（ 銅牌）
  - 最佳技巧賽（第11名）

### 直排輪組
- 王韋傑：
  - 公園賽（ 銅牌）
  - 跳高賽（第6名）
  - 最佳技巧賽（第4名）
- 洪建凱：
  - 最佳技巧賽（ 銀牌）
  - 公園賽（第4名）

## 滑水
- 卓尚成：男子個人纜繩寬板（第6名）
- 鄧佩珊：
  - 女子個人纜繩寬板（第8名）
  - 女子個人纜繩衝浪（第4名）

## 克拉術
- 詹皓程：男子66公斤級（ 銀牌）
- 莊尚晉：男子73公斤級（ 銅牌）
- 陳勁穎：女子52公斤級（ 銀牌）
- 李宛庭：女子57公斤級（ 金牌）